# Dzisna
Dzisna (bělorusky Дзісна, rusky Дисна – Disna, litevsky Dysna, polsky Dzisna) je město ve Vitebské oblasti v Bělorusku. K roku 2017 v něm žilo přibližně 1500 obyvatel.

## Poloha a doprava
Dzisna leží na levém, jižním břehu Dzviny, přítoku Rižského zálivu. Patří do Mjorského rajónu, jehož správní středisko Mjory leží přibližně pětačtyřicet kilometrů západně. V podobné vzdálenosti směrem na východ leží větší město Polock.
Jižně od Dzisny prochází silnice R14 z Polocku přes Mjory do Braslaŭ.

## Dějiny
V šestnáctém století udělil Dzisně polský král Zikmund II. August městská práva. Od roku 1569 do roku 1793 byla součástí Polsko-litevské unie a následně připadla v rámci druhého dělení Polska ruskému impériu. Po první světové válce se stala součástí druhé Polské republiky. Za druhé světové války ji nejprve v letech 1939 až 1941 držel Sovětský svaz, pak v letech 1941 až 1944 nacistické Německo a pak opět v letech 1944 až 1945 Sovětský svaz, jehož Běloruské sovětské socialistické republiky se následně stala součástí.